# Kanton Quimper-2
Quimper-2 is een kanton van het Franse departement Finistère. Het kanton maakt deel uit van het arrondissement Quimper.
Tot 22 maart 2015 maakte ook de gemeente Ergué-Gabéric deel uit van het kanton, maar het decreet van 12 februari 2014 wees deze gemeente toe aan het aangrenzende kanton Fouesnant. 
Sindsdien omvat het kanton Quimper-2 nog enkel een (oostelijk) deel van de gemeente Quimper.